# Jean-Philippe Dayraut
Jean-Philippe Dayraut (ur. 14 kwietnia 1969 roku w Tuluzie) – francuski kierowca wyścigowy.

## Kariera
Dayraut rozpoczął karierę w wyścigach samochodowych w 1999 roku od startów Formule France, gdzie zdobył tytuł mistrzowski. W późniejszych latach pojawiał się w stawce Francuskiej Formuły Renault, French Supertouring Championship, 24-godzinnego wyścigu Le Mans, Peugeot 206 RCC Cup France, Peugeot RC Cup, Francuskiego Pucharu Porsche Carrera, Mégane Trophy Eurocup, French GT Championship, FIA GT Championship, French GT Championship, International GT Open, Bioracing Series, Grand Prix de Pau, Mitjet 2L Supersport oraz World Touring Car Championship.